# جان هوپ، چهارمین ارل هوپتون
جان هوپ، چهارمین ارل هوپتون (انگلیسی: John Hope, 4th Earl of Hopetoun; ۱۷ august ۱۷۶۵ – ۲۷ اوت ۱۸۲۳ (۵۸ ساله)) فرد نظامی اهل پادشاهی متحد بریتانیای کبیر و ایرلند بود. وی همچنین برندهٔ جوایزی همچون نشان حمام شده‌است.